# ルッツ・ドンブロウスキー
ルッツ・ドンブロウスキー（Lutz Dombrowski、1959年6月25日 - ）は、ドイツの元陸上競技選手である。彼は、1980年に開催されたモスクワオリンピックの男子走幅跳で金メダルを獲得した。

## 経歴
ドンブロウスキーは当時の東ドイツを代表する走幅跳選手で、オリンピック前年の1979年にはヨーロッパカップで優勝していた。1980年のモスクワオリンピックは、前年12月にソビエト連邦がアフガニスタンに侵攻したことに対して、アメリカ合衆国などの西側諸国がボイコットした。そのため、アメリカ合衆国のラリー・マイリックスなど西側の有力選手の多くが参加できなかった。男子走幅跳には、32人の選手が出場して7月27日と7月28日に予選と決勝が実施された。選手たちは2つの組に分かれて予選を競い、予選通過基準の7メートル90センチの跳躍に成功した9人を含む上位12人が決勝に進むことになった。ドンブロウスキーは予選グループA組で8メートル17センチを跳び、同じく東ドイツ代表のフランク・パシュクとA組1位を分け合って決勝に勝ち残った。
決勝では、5回目の跳躍で8メートル54センチを跳び、パシュクを抑えて金メダルを獲得した。なお、ドンブロウスキーのこの記録は、2011年の時点でドイツ最高記録として残り、1968年のメキシコシティオリンピックでアメリカ合衆国のボブ・ビーモンが記録した8メートル90センチに次ぐオリンピック記録だった。
2年後の1982年には、ヨーロッパ陸上競技選手権大会の同種目で優勝した。後に、バーデン＝ヴュルテンベルク州の都市シュヴェービッシュ・グミュントで体育教師となり、同地のスポーツ協議会の代表を務めている。2003年4月10日には、ドイツの陸上競技殿堂入りを果たした。